# المكان (رواية)
La Place (العنوان بالعربية: المكان) هي رواية سيرة ذاتية نشرتها الكاتبة الفرنسية آني إرنو عام 1983 عن دار النشر غاليمار (غاليمار). تتناول الرواية بأسلوب مختزل ودقيق العلاقة بين الكاتبة ووالدها، مسلطة الضوء على الفجوة الاجتماعية والثقافية التي نشأت بينهما نتيجة انتقال إرنو من أوساط الطبقة العاملة إلى الطبقة المثقفة بعد دراستها الجامعية. تُعد الرواية جزءًا من مشروعها الأدبي الذي يدمج بين التجربة الشخصية والتحليل الاجتماعي. حازت La Place على جائزة رينودو (جائزة رينودو الأدبية) عام 1984، واعتُبرت إحدى أهم أعمال إرنو التي كرست مكانتها في الأدب الفرنسي المعاصر.

## كتابة السيرة الذاتية
تمت كتابة هذه السيرة الذاتية الاجتماعية بين نوفمبر 1982 ويونيو 1983. تسرد فيها آني إرنو ذكرياتها عن والدها من خلال أسلوب سردي مجزأ ومختزل، يستند إلى الذاكرة والتجربة الشخصية. تتخذ الرواية طابعًا تأمليًا يتقاطع فيه الذاتي مع الاجتماعي، حيث توثق الكاتبة التحولات الطبقية واللغوية التي عاشتها في سياق صعودها الاجتماعي. صرّحت إرنو أن الدافع الرئيسي لكتابة La Place هو "ألم فقدان والدها"، وقد أرادت من خلال هذا النص أن تمنح صوتًا لذاكرته وشخصيته، بعيدًا عن التعظيم أو المثالية، مع التركيز على المسافة الطبقية والرمزية التي فصلتهما في النهاية.
يتبنّى آني إرنو في La Place ما تصفه بـ"الكتابة المسطحة" (écriture plate)، وهي تقنية أسلوبية تعتمد على بساطة الجمل، ودقة المفردات، وغياب الزخرفة اللغوية أو العاطفية، إلى جانب اتخاذ مسافة موضوعية من المادة السردية. وتشير إرنو بنفسها إلى هذا الأسلوب كخيار واعٍ سيستمر في تمييز أعمالها اللاحقة. يُعد هذا النمط السردي ملائمًا لطبيعة السيرة الذاتية الاجتماعية التي تسعى إلى تحليل التحوّل الطبقي للكاتبة بعيدًا عن النزعة التمجيدية أو العاطفية. كما يعكس هذا الأسلوب رغبتها في معالجة الحياة الشخصية كظاهرة اجتماعية قابلة للتشريح الأدبي، حيث يتم تقديم تجربة الفرد في سياقها البنيوي والثقافي بدلًا من التركيز على الأبعاد النفسية البحتة.

## ملخص
تبدأ القصة بوفاة والده، ثم تتطلع إلى الوراء لفترة طويلة لتتناول حياته. تعلن المؤلفة من الصفحات الأولى عن أسلوبها الأدبي :إنها تنوي وصف حياة والدها بأقصى قدر ممكن من البرودة، وبأسلوب مسطح خالٍ من المشاعر، كما يأتي الأمر بشكل طبيعي بالنسبة لها. والكتاب بأكمله هو تطبيق لهذا المبدأ. قصة حياة بسيطة، باستخدام مفردات بسيطة، في جمل مختصرة للغاية. تتم كتابة السرد في بنية تشبه التقاطع ، ويبدأ بوفاة والده، ويستمر مع بدايات حياته، وينتهي بوفاته.
يستعرض العمل حياة والد الكاتبة، الذي كان في البداية فلاحًا، ثم أصبح عاملًا في مصنع سعيًا لتحسين وضعه المعيشي، وأخيرًا صاحب مقهى وبقالة صغيرين. وتمتد الرواية لتتناول انتقال عبء تحقيق الطموحات إلى الابنة، من خلال مواصلة الدراسة، إذ لم يعد العمل في المقهى-البقالة كافيًا لتلبية آمال العيش الكريم. تغطي الرواية الفترة الممتدة حتى وفاة الأب وزواج الكاتبة.
يتخلل السرد عدد من التأملات حول دور الكتابة، وتستشهد آني إرنو في مقدمة العمل بالكاتب جان جينيه لتوضيح معنى الكتاب: «أغامر بتقديم تفسير: الكتابة هي الملاذ الأخير عندما نكون قد خنّا». وتشير "الخيانة" هنا إلى تخلي الكاتبة عن أصولها، حين غادرت الطبقة العاملة وأخفت خلفيتها الاجتماعية عن محيطها الجديد.

## الطبعات
- المكان ، طبعات جاليمارد ، 1983. مجموعة فوليو بوشي، 113 ص.(ردمك 2-07-037722-9)
- La Place ، مقتطفات من قراءة المؤلف، موسيقى جان جاك بيرجيه ، فرانسيس جورجي وميشيل بويرت، إد. دوكاتي، كاسيت (1988)
- (بالألمانية)

```
ترجمة 
Sonja Finck
[الإنجليزية]
 : 
دير بلاتز.
 سوهركامب، برلين 2019
```

- مُضمن في كتاب "حياة الكتابة" ، مجموعة كوارتو ، دار جاليمار، 2011
- طبعة كتاب مسموع ، قراءة دومينيك بلان ، غاليمار، 2022

## استقبال
حظي الكتاب باستقبال جيد للغاية عند صدوره، حيث وصفته صحيفة لوموند بأنه " قصة حب حساسة »  ومجلة لوفيجارو التي تصف الكتاب بأنه " استثنائي […]، مكثف وقوي للغاية ". وقد حاز الكتاب على جائزة رينودو في الجولة الخامسة عشرة من التصويت بأغلبية ستة أصوات مقابل أربعة عن عمل كريستيان جوديسيلي ، Le Point de fuite  ، وبيع منه 100 000 exemplaires.

## فهرس
- آني إرنو: كتابة "الهدية العكسية" ، بقلم فيليب فيلان ، LittéRéalité، المجلد 10، العدد 2، 1998، جامعة يورك دُوِي:10.25071/0843-4182.28137 ص 61 - 72 (في العاطفة البسيطة ، لا بلاس ، امرأة )

## الملاحظات والمراجع
1. ↑  Bérengère Moricheau-Airaud, « Propriétés stylistiques de l’auto-sociobiographie : l’exemplification par l’écriture d’Annie Ernaux », في COnTEXTES. Revue de sociologie de la littérature, no 18, 2016-12-18 ISSN 1783-094X [النص الكامل, lien DOI (pages consultées le 2019-07-14)]
2. ↑  La Place (بالفرنسية). Paris/Paris: Belin - Gallimard. 2013. p. 142. ISBN:978-2-7011-6286-7. Interview d'Annie Ernaux, p.120-121
3. 1 2  "« La Place », d'Annie Ernaux : l'ombre du père". Le Monde.fr (بالفرنسية). 3 Feb 1984. Archived from the original on 2024-12-19. Retrieved 2022-10-23.
4. ↑  "RENAUDOT : Annie Ernaux pour " la Place " Une romancière de la déchirure sociale". Le Monde. 13 نوفمبر 1984. مؤرشف من الأصل في 2023-05-15.
5. ↑  "From the Archive". Publishers Weekly. ج. 269 ع. 42: 16–17. 10 أكتوبر 2022. اطلع عليه بتاريخ 2022-10-23.

10px